# Theodor Rogalski
Theodor Rogalski (ur. 11 kwietnia 1901 w Bukareszcie, zm. 2 lutego 1954 w Zurychu) – rumuński kompozytor i dyrygent.

## Życiorys
W latach 1919–1920 studiował w konserwatorium w Bukareszcie, gdzie jego nauczycielami byli Gheorghe Cucu (teoria), Alfonso Castaldi (kompozycja) i Dimitrie Cuclin (historia muzyki). Od 1920 do 1923 roku kształcił się w konserwatorium w Lipsku u Sigfrida Karg-Elerta. W latach 1924–1926 był uczniem Vincenta d’Indy’ego w Schola Cantorum de Paris, uczył się też prywatnie u Maurice’a Ravela. Po powrocie do Bukaresztu działał w latach 1930–1950 jako dyrygent radiowej orkiestry symfonicznej. Od 1950 do 1954 roku kierował orkiestrą filharmonii bukareszteńskiej, wykładał też orkiestrację w konserwatorium. W 1923 i 1926 roku otrzymał nagrodę im. Enescu za kompozycję. W 1953 roku otrzymał tytuł Zasłużonego Artysty.
Był propagatorem współczesnej muzyki rumuńskiej, dokonał prawykonań wielu utworów i nagrań płytowych. Komponował niewiele. W swojej twórczości wykorzystywał elementy rumuńskiego folkloru muzycznego, jego utwory cechują się barwną instrumentacją.

## Wybrane kompozycje
(na podstawie materiałów źródłowych)

### Utwory orkiestrowe
- Rondo (1912)
- Allegro symfoniczne (1923)
- 2 Dansuri românești na instrumenty dęte, perkusję i fortepian na 4 ręce (1926)
- 2 szkice symfoniczne (1929)
- 2 capriccia (1932)
- 3 Dansuri românești (1950)

### Utwory kameralne
- Crépuscule na skrzypce i fortepian (1922)
- Frühlingsnacht na 2 skrzypiec i altówkę (1922)
- Kwartet smyczkowy (1923)
- Esquisse na skrzypce i fortepian (1923)
- Sonet na skrzypce i fortepian (1924)
- Porumbel na skrzypce (1925)
- La chef na kwartet smyczkowy (1928)

### Balet
- Fresque antique (1923)